# Rajd Polski 2011

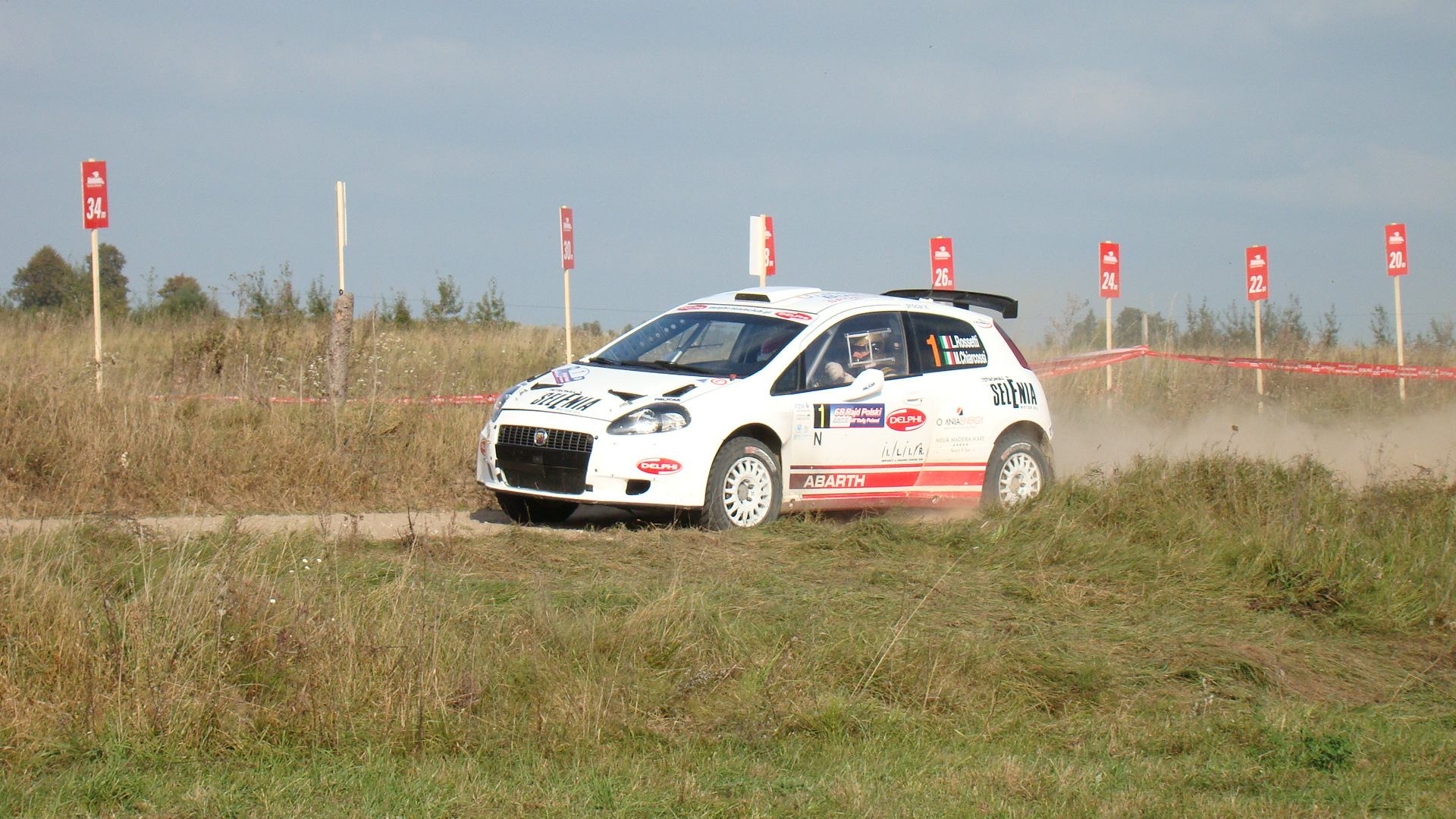
Luca Rossetti podczas Rajdu Polski

Rajd Polski 2011 ( 68. Rajd Polski) – 68 edycja rajdu samochodowego Rajd Polski rozgrywanego w Polsce. Rozgrywany był od 23 do 25 września 2011 roku. Bazą rajdu była miejscowość Mikołajki. Rajd był dziewiątą rundą Rajdowych Mistrzostw Europy w roku 2011, a także szóstą rundą Rajdowych Samochodowych Mistrzostw Polski w roku 2011. Składał się z 13 odcinków specjalnych (OS). Dyrektorem rajdu był Tomasz Bartoś.
Drugi raz z rzędu Rajd Polski wygrał Kajetan Kajetanowicz, jadący Subaru Imprezą STi R4, uzyskując na mecie nieco ponad 10 sekund nad drugim zawodnikiem Michałem Sołowowem kierujący Fordem Fiestą S2000. Trzeci dojechał Grzegorz Grzyb jadący Peugeotem 207 S2000. Lider po pierwszym dniu, Michał Bębenek, na metę przyjechał dopiero na czwartym miejscu. Wicelider po 8 OS-ach, Krzysztof Hołowczyc, w ostatnim dniu imprezy dwa razy przebił oponę i ostatecznie zajął 11 miejsce. Rajdu nie ukończył Michał Kościuszko, który po 11 OS-ach zajmował trzecią pozycję, na przedostatnim OS-ie przebił oponę, zaliczył dachowanie i ostatecznie wycofał się z rajdu.

## Zwycięzcy odcinków specjalnych[5]
| Dzień       | Numer odcinka | Nazwa odcinka | Długość  | Zwycięzca odcinka                     | Nr Sam. | Samochód                 | Czas    | Śr. pr.    | Lider rajdu                         |
| ----------- | ------------- | ------------- | -------- | ------------------------------------- | ------- | ------------------------ | ------- | ---------- | ----------------------------------- |
| 23 września | OS1           | Mikołajki 1   | 16,35 km | Kajetan Kajetanowicz Jarosław Baran   | 4       | Subaru Impreza STi R4    | 1:50.2  | 81.7 km/h  | Kajetan Kajetanowicz Jarosław Baran |
| 24 września | OS2           | Ławki         | 10,43 km | Kajetan Kajetanowicz Jarosław Baran   | 4       | Subaru Impreza STi R4    | 5:58.3  | 104.8 km/h | Kajetan Kajetanowicz Jarosław Baran |
| 24 września | OS3           | Jagodne 1     | 22,06 km | Krzysztof Hołowczyc Łukasz Kurzeja    | 7       | Subaru Impreza STi R4    | 12:44.7 | 103.9 km/h | Krzysztof Hołowczyc Łukasz Kurzeja  |
| 24 września | OS4           | Kruklanki 1   | 26,35 km | Zbigniew Staniszewski Bartłomiej Boba | 16      | Mitsubishi Lancer Evo IX | 14:58.7 | 105.6 km/h | Krzysztof Hołowczyc Łukasz Kurzeja  |
| 24 września | OS5           | Jagodne 2     | 22,06 km | Grzegorz Grzyb Daniel Siatkowski      | 6       | Peugeot 207 S2000        | 12:38.7 | 104.7 km/h | Krzysztof Hołowczyc Łukasz Kurzeja  |
| 24 września | OS6           | Kruklanki 2   | 26,35 km | Michał Sołowow Maciej Baran           | 2       | Ford Fiesta S2000        | 14:36.9 | 108.2 km/h | Krzysztof Hołowczyc Łukasz Kurzeja  |
| 24 września | OS7           | Mikołajki 2   | 2,50 km  | Maciej Oleksowicz Andrzej Obrębowski  | 10      | Ford Fiesta S2000        | 1:49.4  | 82.3 km/h  | Michał Bębenek Grzegorz Bębenek     |
| 25 września | OS8           | Miłki 1       | 14,54 km | Michał Sołowow Maciej Baran           | 2       | Ford Fiesta S2000        | 7:17.8  | 119.6 km/h | Michał Sołowow Maciej Baran         |
| 25 września | OS9           | Syba 1        | 23,31 km | Kajetan Kajetanowicz Jarosław Baran   | 4       | Subaru Impreza STi R4    | 12:46.0 | 109.6 km/h | Kajetan Kajetanowicz Jarosław Baran |
| 25 września | OS10          | Zalesie 1     | 21,14 km | Kajetan Kajetanowicz Jarosław Baran   | 4       | Subaru Impreza STi R4    | 12:01.0 | 105.6 km/h | Kajetan Kajetanowicz Jarosław Baran |
| 25 września | OS11          | Miłki 2       | 14,54 km | Michał Sołowow Maciej Baran           | 2       | Ford Fiesta S2000        | 7:13.3  | 120.8 km/h | Kajetan Kajetanowicz Jarosław Baran |
| 25 września | OS12          | Syba 2        | 23,31 km | Kajetan Kajetanowicz Jarosław Baran   | 4       | Subaru Impreza STi R4    | 12:38.2 | 110.7 km/h | Kajetan Kajetanowicz Jarosław Baran |
| 25 września | OS13          | Zalesie 2     | 21,14 km | Kajetan Kajetanowicz Jarosław Baran   | 4       | Subaru Impreza STi R4    | 11:53.9 | 106.6 km/h | Kajetan Kajetanowicz Jarosław Baran |

## Wyniki końcowe rajdu
| Miejsce | Miejsce | Kierowca             | Pilot                 | Samochód                       | Czas      | Strata   |
| Gen.    | ERC     | Kierowca             | Pilot                 | Samochód                       | Czas      | Strata   |
| ------- | ------- | -------------------- | --------------------- | ------------------------------ | --------- | -------- |
| 1.      |         | Kajetan Kajetanowicz | Jarosław Baran        | Subaru Impreza STi R4          | 2:09:07.6 | –        |
| 2       | 1.      | Michał Sołowow       | Maciej Baran          | Ford Fiesta S2000              | 2:09:17.9 | +10.3    |
| 3       |         | Grzegorz Grzyb       | Daniel Siatkowski     | Peugeot 207 S2000              | 2:09:33.9 | +26.3    |
| 4       |         | Michał Bębenek       | Grzegorz Bębenek      | Mitsubishi Lancer Evo X        | 2:10:04.5 | +56.9    |
| 5       |         | Tomasz Kuchar        | Daniel Dymurski       | Mitsubishi Lancer Evo V        | 2:10:17.2 | +1:09.6  |
| 6       | 2.      | Luca Rossetti        | Matteo Chiarcossi     | Fiat Abarth Grande Punto S2000 | 2:13:35.5 | +4:27.9  |
| 7       | 3.      | Szymon Ruta          | Sebastian Rozwadowski | Peugeot 207 S2000              | 2:14:02.7 | +4:55.1  |
| 8       |         | Wojciech Chuchała    | Kamil Heller          | Subaru Impreza STi             | 2:14:12.1 | +5:04.5  |
| 9       | 4.      | Antonín Tlusťák      | Jan Škaloud           | Škoda Fabia S2000              | 2:21:10.4 | +12:02.8 |
| 10      | 5.      | Maciej Oleksowicz    | Andrzej Obrebowski    | Ford Fiesta S2000              | 2:21:21.3 | +12:13.7 |